# نبيذ أحمر

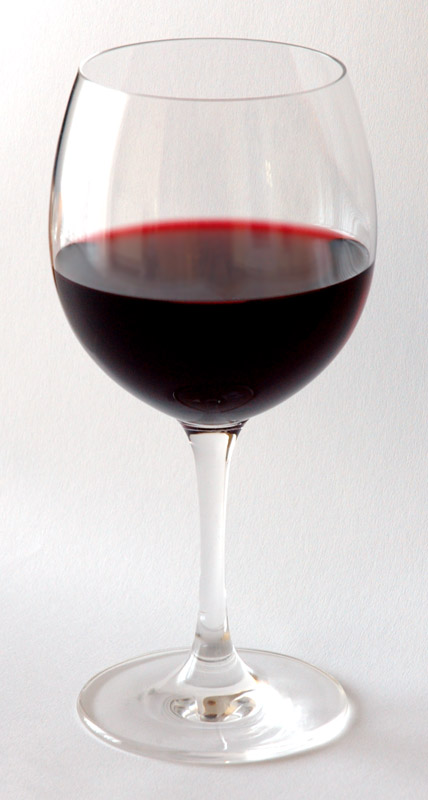
كأس من النبيذ الأحمر

النبيذ الأحمر أو الباذق (معرب باده أي الخمر الفارسي [الإنجليزية]) أو الكُمَيت أو الجِرْيَال هو مشروب من أنواع النبيذ المصنع من أصناف العنب الأسود. يمكن أن يتراوح اللون الفعلي للنبيذ من اللون البنفسجي الشديد، النموذجي للنبيذ الصغير، إلى الأحمر القرميد للنبيذ الناضج والبني للنبيذ الأحمر الأقدم. عصير معظم العنب البنفسجي أبيض مخضر، واللون الأحمر يأتي من أصباغ الأنثوسيان (وتسمى أيضًا الأنثوسيانين) الموجودة في قشرة العنب؛ الاستثناءات هي الأنواع غير الشائعة نسبيًا للمراهقين، والتي تنتج عصيرًا أحمر اللون. لذلك فإن الكثير من عملية إنتاج النبيذ الأحمر تتضمن استخراج مكونات اللون والنكهة من قشر العنب. إنه طعام شهي حول العالم.